# George Luke Smith
George Luke Smith, född 11 december 1837 i New Boston i New Hampshire, död 9 juli 1884 i Hot Springs i Arkansas, var en amerikansk politiker (republikan). Han var ledamot av USA:s representanthus 1873–1875. Smith studerade vid Union College och deltog i amerikanska inbördeskriget i nordstatsarmén.
Smith är begravd på West Street Cemetery i Milford i New Hampshire.